# Мордент
Морде́нт (італ. mordente, букв. — гострий, їдкий, кусючий) — назва мелізму, швидке чергування основного звуку і допоміжного (секундою вище або нижче за головний). Всі морденти виконуються за рахунок тривалості основної ноти.
Мордент, як і вібрато (а також і трель), позначається на письмі своєрідною хвилястою лінією. Існують такі різновиди мордентів:
- Простий мордент (верхній, або просто мордент). Складається з 3-х звуків: основного, допоміжного (секундою вище) і повторення основного. Якщо допоміжний звук необхідно альтерований, знак альтерації ставиться над мордентом.

- Перекреслений мордент (або зворотний, нижній). Складається з 3-х звуків: основного, допоміжного (секундою нижче) і повторення основного. Якщо допоміжний звук альтерірований, знак альтерації ставиться під перекресленим мордент.

- Подвійний верхній мордент (або просто подвійний мордент). Складається з двох простих (одинарних) мордентів - у швидкій черговості виконуються п'ять нот: головна (яка написана і над якою виставлено подвійний мордент), верхня допоміжну (яка стоїть на секунду вище за головну), ще раз головна, ще раз верхня допоміжна і знову головна.

- Подвійний нижній мордент (або подвійний перекреслений, зворотний перекреслений). Складається з двох перекреслених мордентів. Як і подвійний верхній мордент, виконується з п'яти нот, однак допоміжна нота секундою нижче за основну.

Зрідка застосовується також потрійний мордент, що складається з трьох мордентів.
Морденти виникли в XV–XVI століттях. В епоху бароко (XVII–XVIII ст.) стали одним з найпоширеніших в інструментальній музиці мелізмів. У музиці того часу виконання морденту — простого, подвійного, а іноді й потрійного — залежало не стільки від позначення, скільки від музичного контексту. Не було повної єдності і в способах вказання, який саме допоміжний звук — верхній або нижній — слід брати в морденті. Термін мордент інколи поширювали на інші види мелізмів — подвійний форшлаг, групето — за умови їх швидкого, не співучого виконання (Л. Моцарт у «скрипковій школі» — нім. Violinschule, 1756). Нерідко особливими термінами позначали дуже близькі до М. мелізми, наприклад неповну тріль (нем. Praltriller, Schneller). В сучасній музиці морденти використовують рідко.